# Бахнашени (Бакау)
Бахнашени (рум. Băhnășeni) насеље је у Румунији у округу Бакау у општини Паржол. Oпштина се налази на надморској висини од 340 m.

## Становништво
Према подацима из 2002. године у насељу је живело 894 становника, од којих су сви румунске националности.